# 大崎初音
大崎 初音（おおさき はつね、1983年6月20日 - ）は、日本プロ麻雀協会所属の女性プロ雀士。北海道登別市出身。愛称は「卓上のひまわり」。鳴き仕掛けを多用しない門前主体の雀風を持つ。

## 人物
- 趣味はスキー・ピアノ[2]。お酒好きでもある[1]。
- 北海道室蘭清水丘高等学校、目白大学人間学部卒業。大学ではカウンセリングを専攻し、認定心理士の資格を取得。
- 小中高とバレーボール一筋の青春時代を送った為か、背が高く、身長は171センチ。
- 2014年劇団うわの空・藤志郎一座「まことの座り方」で舞台女優としてデビュー。

## 獲得タイトル
- 第9期・第10期・第12期女流雀王[2]
- 第3回フェニックスオープン優勝[2]
- 第3回 日本一決定戦優勝[2]
- 四神降臨2014女流王座決定戦[1]

## 出演

### ウェブテレビ
- すっぴん麻雀 presents ガチンコ脱衣麻雀（AbemaTV、2017年4月22日）-  解説[3]

### 舞台
- アドリブ舞台「人狼 ザ・ライブプレイングシアター（人狼TLPT）」においてヒルダ役などを演じている。
  - #16:VILLAGE IX 雪の花咲ける村 - 女主人 ヒルダ 役
  - #18:MISSION II The Buggy Job - ドラックディーラー ヒルダ 役
  - #19:VILLAGE X 春雷の響く村 - 女主人 ヒルダ 役
  - 人狼TLPT X「PSYCHO-PASS サイコパス」～INNOCENT MURDERER～ - 執行官 黄倉椿芽 役
  - #21:SPECIAL VILLAGE 三周年記念公演 - 女主人 ヒルダ 役（第7ステージはドラックディーラー ヒルダ 役）
  - 4周年記念公演 #24:VILLAGE XII 深紅に染まる村 - 女主人 ヒルダ 役
- アルティメット人狼にも第2回から参戦している。
  - アルティメット人狼2 - 人狼TLPT代表・ヒルダとして出演。
  - アルティメット人狼5 supported by ファミ通.com - 雀士代表・大崎初音として第1部に出演し第1戦でMVPを獲得。
  - アルティメット人狼7 supported by ファミ通.com - 大崎初音として第2部に出演。第2戦はヒルダの衣装を着ていた。